# Kayseri Erciyesspor Kulübü
O Kayseri Erciyesspor Kulübü (mais conhecido como Erciyesspor) foi um clube de futebol turco da cidade de Caiseri, capital da província homônima, fundado em 1 de junho de 1966. A partir da segunda metade dos anos 2010, passou por uma severa crise financeira, que culminou em uma série de rebaixamentos sucessivos das ligas profissionais de futebol do país, sendo por fim rebaixado da Quarta Divisão Turca (a última divisão do futebol profissional turco) na temporada 2017–18. Tal situação foi determinante para o encerramento oficial de suas atividades em junho de 2018.
Suas cores eram o azul e o branco. Possuía rivalidade local com o Kayserispor, clube este que acabou por herdar o modesto patrimônio do Erciyesspor após sua extinção, tornando-se assim o único clube profissional de futebol da cidade de Caiseri.
Nos seus últimos anos, mandou seus jogos no pequeno Spor Kompleksi Yan Açık Saha, com capacidade para receber apenas 1,500 espectadores.

## Títulos
- Segunda Divisão Turca (1): 2012–13

### Campanhas de Destaque
- Vice–Campeão da Copa da Turquia (1): 2006–07
- Copa da UEFA (1ª Rodada): 2007–08